# Brachychiton bidwillii
Brachychiton bidwillii, con el nombre común de kurrajong enano, es un pequeño árbol perteneciente al género Brachychiton, es originario de Australia. Este género se encontraba clasificado anteriormente en la familia  Sterculiaceae, cambiando ahora a la familia Malvaceae.

## Sinonimia
- Sterculia bidwillii (Hook.) Benth.
- Clompanus bidwillii (Hook.) Kuntze
- Brachychiton paradoxus var. bidwillii (Hook.) Terracino
- Brachychiton paradoxus var. pubescens (C.Moore) Terracino
- Brachychiton pubescens C.Moore